# Кузнецов, Олег Владимирович (футболист)
Оле́г Влади́мирович Кузнецо́в (укр. Оле́г Володи́мирович Кузнецо́в; род. 22 марта 1963, Магдебург) — советский и украинский футболист, защитник. Игрок сборных СССР, СНГ и Украины.
Мастер спорта (1985), мастер спорта СССР международного класса (1986), заслуженный мастер спорта СССР (1986).

## Биография
Родился 22 марта 1963 года в семье военного в Магдебурге. В 1990-е годы отец работал на радиоприборном заводе в Чернигове, мать работала инженером в проектном институте. Воспитанник футбольной школы города Чернигова с 1971 года.

### Клубная карьера
В 1981 году зачислен в черниговскую «Десна». В команде провёл два сезона, вызывался в юношескую сборную Украинской ССР. После успешного сезона 1982, когда «Десна» стала второй в украинской зоне, перешёл в «Динамо» Киев. Заиграл в «Динамо» с первого же сезона на позиции переднего защитника. Дебютировал в Одессе, где киевляне выиграли 2:1. В «Динамо» был одним из ведущих защитников, отличался жёсткостью в единоборствах.
В 1990, после победной игры против ЦСКА, принесшей чемпионство в СССР, уехал в Шотландию выступать за «Рейнджерс». В первой же игре чемпионата был признан лучшим игроком команды. Но уже в следующей игре на 20-й минуте после толчка в спину упал на колено и порвал связки. В итоге, сезон для Кузнецова закончился. Следующий сезон почти полностью отыграл, а в последующие два выходил на поле редко.
В сезоне 1994/1995 играл в Израиле за «Маккаби» Хайфа, куда его брали под Лигу чемпионов, но клуб не прошёл квалификацию.
В 1995 году вернулся на Украину, играл за ЦСКА-«Борисфен». В зимнее межсезонье 1995/1996 принял окончательное решение о завершении игровой карьеры из-за обострившейся травмы спины.

### В сборной

#### СССР
В сборной СССР с 1986 года. Участник чемпионатов мира: 1986, 1990. В 1988 стал Серебряным призёром Евро-1988, участник чемпионата Европы 1992.

#### Украина
За сборную Украины сыграл три игры.
Дебютировал 28 октября 1992 года в товарищеском матче со сборной Беларуси (1:1). Был заменён за 2 минуты до конца матча Дмитрием Топчиевым. Последний матч провёл 13 ноября 1994 года против сборной Эстонии (3:0). Это был матч 4-й группы отборочного турнира чемпионата Европы 1996.
| 1      | 4      | 28.10.1992 | Беларусь, Минск, «Динамо»        | Товарищеский матч               | Беларусь                        | 1:1 | 87       | Рейнджерс       |
| 2      | 18     | 12.10.1994 | Украина, Киев, «Республиканский» | Квалификация ЧЕ-96              | Словения                        | 0:0 | 90       | Маккаби (Хайфа) |
| 3      | 19     | 13.11.1994 | Украина, Киев, «Республиканский» | Квалификация ЧЕ-96              | Эстония                         | 3:0 | 90       | Маккаби (Хайфа) |
| Итого: | Итого: | Итого:     | 3 игры; +1 =2 −0; голы 4:1 (+3)  | 3 игры; +1 =2 −0; голы 4:1 (+3) | 3 игры; +1 =2 −0; голы 4:1 (+3) |     | 267 мин. | 267 мин.        |

### Тренерская
С 1998 года занялся тренерской деятельностью. Первой командой стал киевский ЦСКА, который Кузнецов возглавил в 2001 году, отработав предварительно три сезона в тренерском штабе клуба. У руля команды Кузнецов провёл лишь один сезон, после чего перешел в тренерский штаб киевского «Динамо», где провёл два сезона.
В 2002 году вошёл в тренерский штаб сборной Украины. В качестве тренера сборной участвовал в чемпионате мира 2006 в Германии.
В сезоне 2008 года был помощником главного тренера футбольного клуба «Москва» Олега Блохина, с которым до этого на протяжении нескольких лет совместно работал со сборной Украины.
С 2010 года тренирует юношеские сборные Украины разных возрастов.

## Достижения

### Командные
«Десна»
- Серебряный призёр чемпионата УССР: 1982

«Динамо» (Киев)
- Чемпион СССР (3): 1985, 1986, 1990
- Обладатель Кубка СССР (3): 1985, 1987, 1990
- Обладатель Суперкубка СССР (2): 1986, 1987
- Обладатель Кубка обладателей Кубков УЕФА: 1986
- Финалист Суперкубка УЕФА: 1986

«Рейнджерс»
- Чемпион Шотландии (4): 1991, 1992, 1993, 1994
- Обладатель Кубка Шотландии: 1992
- Обладатель Кубка шотландской лиги (3): 1991, 1993, 1994

Сборная СССР
- Вице-чемпион Европы: 1988

### Личные
- В списках лучших футболистов Украинской ССР[укр.] (6): № 1 (1985—1988, 1990), № 2 (1989)
- В списках 33 лучших футболистов сезона в СССР (6): № 1 (1986—1990), № 2 (1985)
- Мастер спорта СССР (1985)
- Мастер спорта СССР международного класса (1986)
- Заслуженный мастер спорта СССР (1986)
- Орден «За заслуги» I степени (2016), II степени (2006) и III степени (2004)[5][6][7]

## Семья
Жена — Алла, спортсменка, поженились в 1985 году. Дочь — актриса Екатерина Кузнецова (род. 1987).